# Kökényes-Radnót nemzetség
A Kökényes-Radnót (Kukenus-Rennolth, Kukenus-Renold, Kukenes-Rodnold) nemzetség ősi birtokai a Nógrád vármegye délkeleti sarkában fekvő Nagy-Kökényes és a tőle északra eső Palotás falu lehetett, amelyet 1260-ban Mikod-Hatvana és Kökényes-Hatvana néven említettek az oklevelek, így a Kökényes-Radnót nem két régi tagjának nevét tartotta fenn.

## Története
E kettős nemzetségnevet egy 1312 évi oklevél említette először Kukenes-Rodnold néven.
A nemzetség még 1179 előtt alapította és egyben kegyura is volt Nógrádban a Szent Hubertről címzett premontrei rendű garábi monostornak, valamint a kökényes-monostorinak. A Garábi monostor még a 14. században fennállt. A garábi monostor első szerzetesei még 1179 előtt Lotharingiából, a Valroi monostorból érkeztek Mendius székesfehérvári prépost kérésére. Később a premontrei rend itteni birtokai a sághi (ipolysági) monostorra szálltak.

### Kökényes-monostori ág
A nemzetség első ismert őse Kökényes volt, aki 1228-ban már birtokos volt Maros-Torda vármegyében is. Fia János 1246-ban Palotás Hatvana (ma Palotás) és Uzsa (ma puszta) földesuraként volt említve. Fia Radnót fiatal korában ugyancsak Nógrád vármegyében lakott; ahol megismerkedett a Kacsics nemzetségbeli I. Mihály leányával, akit nőül is vett; 1310-től azonban Erdélyben, Tekén, vagy Szászerkeden élt.
Gyermekei nem születtek, így hát öreg korában birtokait sorra ajándékozta el: 1312-ben sógora Kacsics Cseh Péter kapta Ormányt, és Kepestelekét.
1315-ben pedig a tekei uradalmából kiszakított részeket: Nyulas, Komlód és Szász-Akna, valamint még ugyanez évben Banit (Banyica) és Kozmatelkét is az erdélyi egyháznak ajándékozta.
1322 előtt bekövetkezett utód nélküli halálával - megmaradt birtokait; közte a nógrádmegyei Kökényesmonostorát, Palotás-Hatvant és Bért is, Károly Róbert király sógorának, a Kacsics nemzetségbeli Simon székely ispánnak, a Palásti Radó család ősének hagyományozta. 
E birtokok voltak az előbbieken kívül: külső-szolnok megyében Fokoru, mely a 20. század elején már csak puszta volt, valamint Tekerő, valamint közép-szolnokban Róna, belső szolnokban Ormány, Szemesnye, valamint; Teke, Szászerked, Ida, Péntek, Ludvég, Banyica, Szászakna, Komlód, Nyulas, Kozmatelke, Kamarás és Szombattelke Kolozsi falvakból álló tekei uradalom.

### Dobokai ág
I. Mikod ispán és fiainak: Imrének és II. Mikoldnak ága, amelyek Dobokavárfalván (Doboka) telepedtek le. Tőlük származott a Dobokay család.
1265-ben I. Mikod és fiai V. István mellett harcoltak, Feketehalomtól egészen Isaszegig. Ezért kapták jutalmul Dobokavárfalvát és a mellette fekvő Lozsádot, valamint Torda vármegyében az Aranyos mellett fekvő Kerekegyház és Igrictelek nevű falvakat.
Imre már IV. Béla idején erdélyi földesúr lett, mivel a király Maroskoppánd és a mellette fekvő Ivántelke nevű falvakat ajándékozta neki, melyeket később az erdélyi püspöknek ajándékozott.
II. Mikold a nemzetség legmagasabbra emelkedett tagja lett; 1275-1276-ban a szörényi bánságot is viselte.
Tordától nyugatra várat is építtetett Szentmiklós, Kerekegyház, Mésztő és Igrictelek határán.
A nemzetség dobokai ágának birtokai azonban gyorsan változtak.  1270 óta állandó birtokuk volt Doboka, Lozsád, 1317-től Esztény  egy része, 1335-ben a Szolnok-Dobokai Móró, 1310-ben a ma Szilágy megyéhez tartozó Egregy, és a Kolozs megyei Almás, Mészkő, Koppánd, Bányabükk, valamint az elpusztult Kerekegyház Torda-Aranyos megyében.
Rövid ideig a Dobokai ág kezén volt a Szilágy megyei Dabjon, Debren, Mon, Versentelek, Mikótelek, Karvalytelek és Tizni, Szolnok-Doboka megyében Jenő és Csobolyó, Kolozs megyében Szászlóna, Móró,  Alsó-Fehérmegyében a Torda melletti Szentmiklós, Marosújvár, Faludi, Maroskoppánd, Makótelek és Jobbostelek, Kis-Küküllő megyében Radnót, Baranya megyében Nagyfalu, és Szolnok megyében az ismeretlen Szentgyörgy is.